# Clifford Lett
Clifford Earl Lett (nacido el 23 de diciembre de 1965 en Pensacola, Florida) es un exjugador de baloncesto estadounidense que jugó dos temporadas en la CBA, alternándolas con apariciones en la NBA. Con 1,90 metros de estatura, lo hacía en la posición de base.

## Trayectoria deportiva

### Universidad
Jugó durante cuatro temporadas con los Gators de la Universidad de Florida, en las que promedió 5,9 puntos, 2,0 rebotes y 1,7 asistencias por partido. En su última temporada fue incluido en el tercer mejor quinteto de la Southeastern Conference, tras promediar 13,1 puntos y 4,4 asistencias por encuentro.

### Profesional
Tras no ser elegido en el Draft de la NBA de 1989, sí lo fue en la séptima ronda del CBA por el equipo de su ciudad natal, los Pensacola Tornados. En su primera temporada en el equipo promedió 21,1 puntos, 4,4 rebotes y 3,9 asistencias, siendo elegido Rookie del Año.
En el mes de marzo de ese año fichó por 10 días con los Chicago Bulls de la NBA, renovando por diez más. Jugó un total de cuatro partidos, en los que anotó cuatro puntos.
Regresó a los Tornados, volviendo a ser llamado al año siguiente por un equipo de la NBA, en esta ocasión por los San Antonio Spurs, nuevamente con dos contratos de 10 días. Jugó siete partidos, en los que promedió 4,9 puntos y 1,0 asistencias.

## Estadísticas de su carrera en la NBA

### Temporada regular
| Temporada | Edad | Equipo            | Liga | Pos. | P  | TIT | MIN  | TC  | TCA | %TC  | 3P  | 3PA | %3P  | 2P  | 2PA | %2P  | TL  | TLA | %TL  | R.OF. | R.DEF. | REB | ASIS | ROB | TAP | PER | FP  | PTS |
| 1989-90   | 24   | Chicago Bulls     | NBA  | PG   | 4  | 0   | 7.0  | 0.5 | 2.0 | .250 | 0.0 | 0.0 |      | 0.5 | 2.0 | .250 | 0.0 | 0.0 |      | 0.0   | 0.0    | 0.0 | 0.3  | 0.0 | 0.0 | 0.5 | 2.0 | 1.0 |
| 1990-91   | 25   | San Antonio Spurs | NBA  | PG   | 7  | 0   | 14.1 | 2.0 | 4.1 | .483 | 0.0 | 0.1 | .000 | 2.0 | 4.0 | .500 | 0.9 | 1.3 | .667 | 0.1   | 0.9    | 1.0 | 1.0  | 0.3 | 0.1 | 1.1 | 1.3 | 4.9 |
| Total     |      |                   | NBA  |      | 11 | 0   | 11.5 | 1.5 | 3.4 | .432 | 0.0 | 0.1 | .000 | 1.5 | 3.3 | .444 | 0.5 | 0.8 | .667 | 0.1   | 0.5    | 0.6 | 0.7  | 0.2 | 0.1 | 0.9 | 1.5 | 3.5 |